# La Charge héroïque
Pour plus de détails, voir Fiche technique et Distribution.
La Charge héroïque (She Wore a Yellow Ribbon) est un western américain de 1949, réalisé par John Ford. Après Le Massacre de Fort Apache (1948), le film est le second volet de la trilogie que le réalisateur consacra à la cavalerie américaine — suivra, en 1950, Rio Grande —, dans laquelle John Wayne est à chaque fois de la distribution.

## Synopsis
En 1876, après la défaite de Custer à Little Bighorn, la tension s’intensifie sur les frontières de l’Ouest, où les tribus indiennes se regroupent petit à petit pour partir en guerre contre les « visages pâles », qu'ils veulent chasser de leurs terres. Dans un poste isolé, le capitaine Nathan Brittles (John Wayne), à la veille de prendre sa retraite, doit faire face à ce soulèvement. Ami d’un vieux chef indien, il fait tout pour éviter que le sang soit versé et, à cette fin, effectue en dernier ressort un assaut audacieux, pensé pour ne coûter la vie à personne.
Entre-temps, la vie quotidienne se déroule au Fort, où notamment deux jeunes lieutenants se disputent les faveurs de la nièce du commandant (Joanne Dru). Celle-ci arbore un ruban jaune (le yellow ribbon du titre original, le jaune étant la couleur du revers des capotes des cavaliers) signifiant, dans la tradition de la cavalerie américaine, que son cœur est pris.

## Fiche technique
- Titre : La Charge héroïque
- Titre original : She Wore a Yellow Ribbon (« Elle portait un ruban jaune »)
- Réalisation : John Ford
- Scénario : Frank S. Nugent et Laurence Stallings, d'après une histoire de James Warner Bellah (en)
- Production : Merian C. Cooper (producteur exécutif, non crédité), John Ford (producteur exécutif, non crédité) et Lowell J. Farrell (producteur associé)
- Société de production : Argosy Pictures
- Distribution : RKO Pictures
- Musique : Richard Hageman
- Photographie : Winton C. Hoch et Archie Stout (seconde équipe, non créditée)
- Montage : Jack Murray
- Direction artistique : James Basevi
- Décorateur de plateau : Joseph Kish
- Costumes : D.R.O. Hatswell, Michael Meyers et Ann Peck
- Pays de production : États-Unis
- Langue : anglais
- Format : Couleurs Technicolor - 1,33:1 - Son : Mono (RCA Sound System) - 35 mm
- Genre : Western
- Durée : 103 minutes
- Sortie :
  - États-Unis : 22 octobre 1949
  - France, 29 septembre 1950
- Affiches : Roger Soubie, Jean Mascii (France)

## Distribution

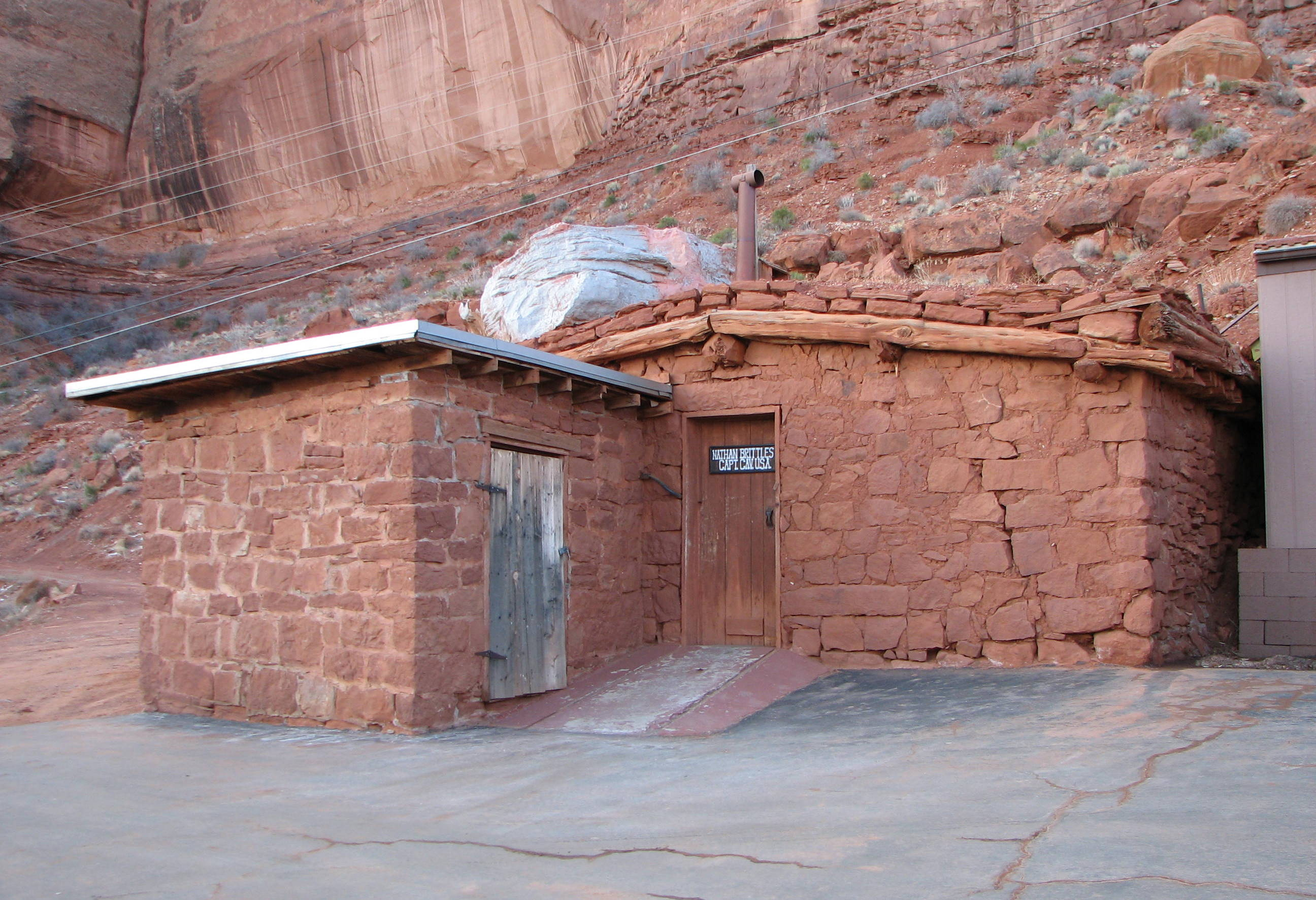
Cabane de Nathan Brittles dans le film.

- John Wayne (VF : Raymond Loyer) : capitaine Nathan Cutting Brittles
- Victor McLaglen (VF : Marcel Raine) : sergent Quincannon
- Ben Johnson (VF : Roland Ménard) : sergent Tyree
- Joanne Dru (VF : Claire Guibert) : Olivia Dandridge, la nièce du major
- John Agar (VF : Jacques Courtin) : lieutenant Flint Cohill
- Harry Carey Jr. (VF : Jacques Sarthou) : Sous-lieutenant Ross (John dans la VF) Pennell
- Mildred Natwick (VF : Lita Recio) : Abby Allshard, la femme du major
- George O'Brien (VF : Gérard Ferat) : major Mac Allshard
- Arthur Shields : docteur O'Laughlin
- Michael Dugan : dergent Hochbaue
- Noble Johnson : chef Red Shirt (Chemise Rouge)
- Chef John Big Tree (VF : Jacques Derives) : chef Pony That Walks (Poney qui marche) Poney Sauvage en VF
- Irving Pichel (VF : Jacques Thébault) : le narrateur
- Harry Woods : Karl Rynders
- Peter Julien Ortiz : un cavalier
- Cascades : Jack N. Young

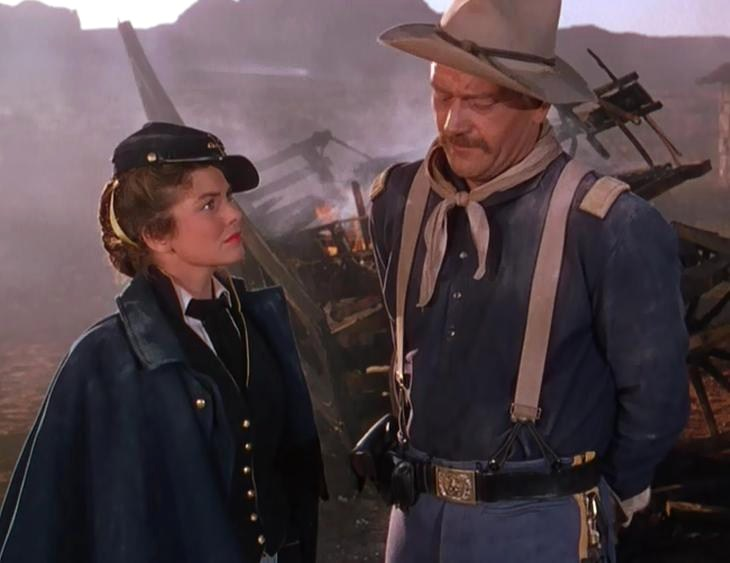
Joanne Dru et John Wayne
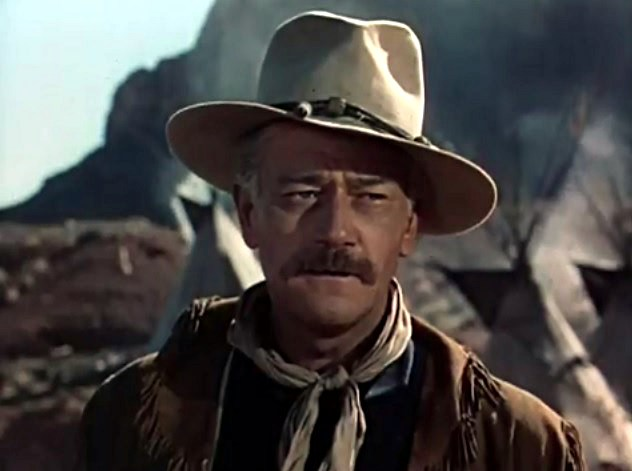
John Wayne
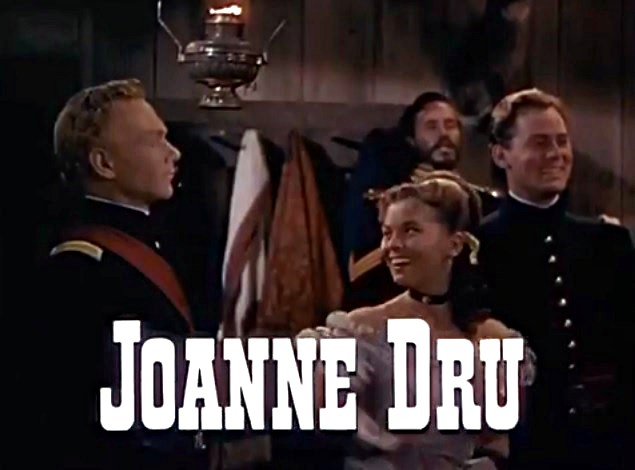
Harry Carey Jr., Joanne Dru et John Agar

## Analyse

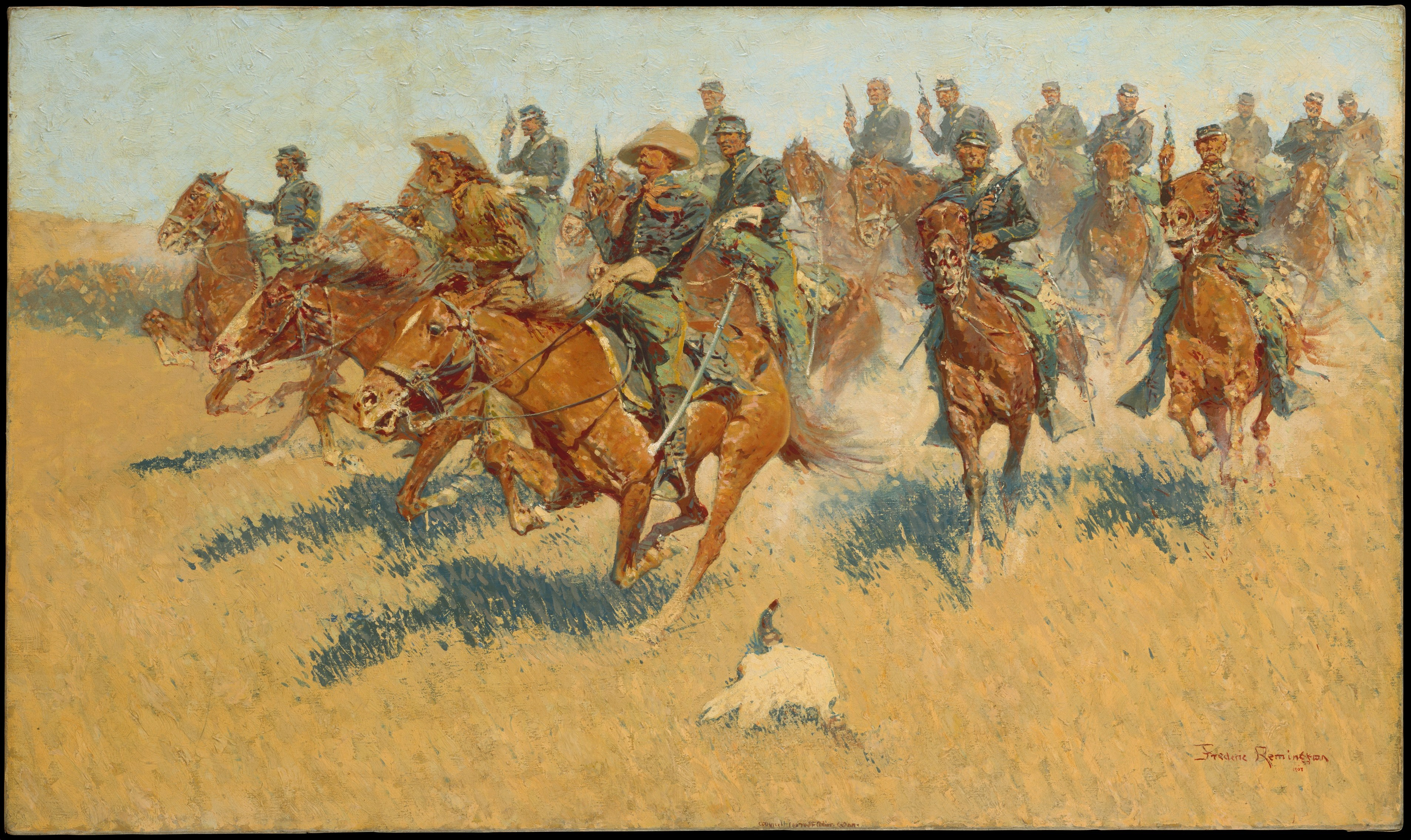
Cavalry Charge on the Southern Plains, un tableau de Frederic Remington (1907) dont s'inspire John Ford.

Sorti après Fort Apache et avant Rio Grande, ce film est le deuxième volet du triptyque consacré à la cavalerie américaine. Trois films, trois hommages différents : celui-ci s'intéresse en particulier à la chaîne de commandement, dans laquelle le capitaine Brittles est au centre. Si la paperasserie est en premier lieu traitée humoristiquement, elle devient un outil pour Brittles qui, quatre heures avant sa retraite officielle, donne ses derniers ordres en plusieurs exemplaires ! De même, le rôle du trompette qui, au simple son de son instrument, transmet ordres et commandements, est remarquable. La discipline, le courage des troupes, etc., toutes ces qualités sont vantées sur l'ensemble de la Frontière commandée par des figures patriotiques tels que Philip Sheridan, William Shermann ou Robert Lee.
Alors que les Indiens sont déjà mentionnés dans Fort Apache par la présence de Cochise, qui se bat pour de justes causes, la coalition d'Indiens sur le sentier de la guerre est ici montrée de manière plus brutale : attaques de la diligence et des fermiers aux environs, tortures du responsable corrompu des Affaires indiennes… Mais c'est la ruse de la cavalerie qui réussira là où les palabres du sage Pony That Walks et de Brittles ont échoué.
La Monument Valley, décor favori de Ford, est omniprésente ; chacune des scènes qui y sont tournées cadre ces grands espaces désertiques, quasiment d'un autre monde, où les pitons rocheux sont les uniques points de repères. Entre un climat frais dans ces étendues presque vides et les pics de chaleur induisant pluies torrentielles et orages, les conditions climatiques rudes et extrêmes font partie des topos d'un Ouest mythique conquis par des pionniers fiers et courageux. Toujours sanglés dans leurs uniformes, le foulard jaune que portent les soldats ne fait pourtant pas partie de la tenue réglementaire.
Le fameux « yellow ribbon » du titre original, dont le jaune rappelle la couleur distinctive de l'US Cavalry, fait référence à cette habitude, commune à de nombreux pays, d'arborer ce genre de ruban pour rappeler qu'on attend le retour d'un amour, d'un proche. Popularisée aux États-Unis, cette coutume entraîne la création de nombreuses chansons et poèmes s'y rapportant.

## Personnages
L'acteur Ben Johnson interpète le sergent Tyree et l'acteur Victor McLaglen le sergent Quincannon.  Un an plus tard, dans Rio Grande de John Ford, Ben Johnson interprète le cavalier Tyree et Victor McLaglen le sergent-major Quincannon.

## Distinctions
- Oscars du cinéma
  - Meilleure photographie d'un film en couleur